# Rubia laurae
Rubia laurae är en måreväxtart som först beskrevs av Jens Holmboe, och fick sitt nu gällande namn av Airy Shaw. Rubia laurae ingår i släktet krappar, och familjen måreväxter.
Artens utbredningsområde är Cypern. Inga underarter finns listade i Catalogue of Life.